# Приключения пана Антония
«Приключения пана Антония» (пол. Przygody pana Antoniego) — польский немой чёрно-белый фильм, комедия 1913 года. Считается утерянным.

## Сюжет
Действие фильма происходит во Львове и его окрестностях.

## В ролях
- Антони Семашко — пан Антоний
- Ванда Яршевская